# Dorota Pietrzyk-Reeves
Dorota Pietrzyk-Reeves – politolog i filozof polityki, profesor nauk społecznych w dyscyplinie nauki o polityce i administracji, prodziekan ds. nauki i internacjonalizacji Wydziału Studiów Międzynarodowych i Politycznych UJ. Wykładowczyni w Instytucie Nauk Politycznych i Stosunków Międzynarodowych UJ.

## Kariera naukowa
24 września 2002 r. uzyskała na Wydziale Studiów Międzynarodowych i Politycznych UJ stopień doktora nauk humanistycznych w dyscyplinie nauki o polityce na podstawie pracy Spór o pojęcie społeczeństwa obywatelskiego. Współczesna debata i jej źródła, której promotorem był Bogdan Szlachta. 8 października 2013 r. na tym samym wydziale i w tej samej dyscyplinie uzyskała stopień doktora habilitowanego na podstawie dorobku naukowego i rozprawy Ład rzeczypospolitej. Polska myśl polityczna XVI wieku a klasyczna tradycja republikańska. 3 lutego 2025 r. uzyskała tytuł profesora nauk społecznych postanowieniem Prezydenta RP.
Od stycznia 2025 r. jest kierownikiem Katedry Filozofii Polityki.